# Ars amandi (pel·lícula)
Ars amandi és un pel·lícula franco-italiana, dirigida per Walerian Borowczyk, estrenada el 1983.

## Argument
A l'Antiguitat, l'any 13 del segle I de la nostra era a la mítica ciutat de Roma, diversos joves van decidir seguir els ensenyaments del poeta Ovidi, per tal d'aprendre l'art de seduir les dones. La Clàudia, una dona molt bella de cabells foscos, el marit de la qual Marcari ha anat a la guerra, viu la solitud. Corneli, un dels joves estudiants d'Ovidi, es compromet a posar a prova els seus coneixements sobre ella. Però la mare enganyosa de Marcari, ajudada per un lloro espia, vetlla ferotgement per la seva nora. Corneli, però, acaba conquerint la Clàudia. Marcari descobreix aquest adulteri i decideix venjar-se d'Ovidi.

## Repartiment
- Marina Pierro: Claudia
- Michele Placido: Marcari
- Laura Betti: Clio
- Massimo Girotti: Ovidi
- Milena Vukotic:	Modestina
- Philippe Lemaire: El general Laurenti
- Philippe Taccini: Corneli
- Mireille Pame: Sepora
- Simonetta Stefanelli: la vídua
- Antonio Orlando: Rufus
- Pier Francesco Aiello: Flavi

## Distribució
Es va estrenar als cinemes francesos el 7 de desembre de 1983. Havia de ser projectada a la secció oficial del Festival Internacional de Cinema de Sant Sebastià 1983, però finalment fou substituïda, no sense polèmica, per Die flambierte Frau.
A Itàlia, després de la revisió d'agost de 1984, la distribució teatral va haver d'esperar fins al juny de 1985, limitant la visualització als majors de 18 anys. El gener de 1989 hi va haver una segona revisió, i per tal de rebaixar la prohibició als menors de 14 anys la comissió de revisió va eliminar una escena que es mostrava en primer pla i evidentment l'òrgan genital masculí i l'escena en què es veu una jove dona nua masturbant-se en presència d'altres dones.

## Crítiques
| «              | En el gir final, Walerian Borowczyk recupera amb malícia la creativitat de l'autor que sembla haver perdut l'hora anterior. De fet, la recopilació cinematogràfica dels consells de Publi Ovidi Nasó és un catàleg, és una revista tan popular. Un cop més Marina Pierro, una bellesa ferèstega i exhuberant, és idolatrada per la lent que li dona un missatge difícil i enorme d'explicar, el missatge d'erotisme que el cinema difícilment capta amb el seu excés de realisme. En les curses inquietes entre els passadissos avorrits i en les mirades atemorides a la lluentor de les columnes de marbre, Borowczyk concentra l'emotivitat i la fragilitat d'homes i dones sense distinció de temps. Un ull per a Marina—Claudia, com és habitual, obre la polèmica contra la presumpta virilitat de massa campions del sexe fort. | » |
| — Piero Perona | |   |

| «                 | La pel·lícula, a no confondre amb les hardcore, és arriscada en els seus aspectes, imaginat i al·lusiu més que ressaltat: a través de l'esplendor estetitzant de les imatges Borowczyk capta l'emoció lasciva de l'espera, la pertorbació del desig, la preparació del ritual, el languiment de les conseqüències. […] Mai vulgar, sempre suggerent en les imatges elaborades, i amb una hàbil recerca de detalls de vegades fins i tot desvergonyits, la pel·lícula de Borowczyk té la característica habitual de recordar una mica massa les anteriors d'un director l'estil monòton del qual no es reserva els esdeveniments més imprevistos. | » |
| — Achille Valdata | |   |

| «                 | Borowczyk en canvi, sap presentar magistralment motius vinculats al voyeurisme femení remodelat sobre models masculins (el mític transformisme de Proteu, Pasífae i el toro, Leda i el cigne) i culminant amb les invocacions i ofrenes a Príap [...]. Les referències a gerros i frescos de l'època no són decoratives, aconseguint transmetre la idea de personificació mítica vinculada a les metamorfosis de l'erotisme. | » |
| — Mario Calderale | |   |